# Convertibilidad de tasas
Las fórmulas de convertibilidad de tasas son herramientas que nos ayudan a convertir una tasa nominal a una tasa efectiva o viceversa, convertir una tasa efectiva a una nominal. Esto es de gran ayuda ya que en ocasiones queremos comparar las tasas que nos ofrecen ciertos servicios y para esto debemos convertirlas a tasas anuales o en su defecto a aquella que más nos favorezca.

## Convertibilidad de tasas
Para poder convertir una tasa, primero debemos entender algunos conceptos:
- Tasa nominal: Es la tasa que se expresa en la operación financiera y, generalmente es anual. Rige durante el lapso que dure la operación. Se le conoce como TIN por sus siglas "Tasa de interés nominal" o TNA "Tasa nominal anual". Para hallar la tasa denominada proporcional (que es la que se aplica para el período o término de la operación) se multiplica la tasa nominal por la cantidad de días y se divide por 365 (según lo determina el Banco Central de Argentina).
- Tasa efectiva: Como su nombre lo dice es la tasa que efectivamente se ganó, en otras palabras, es la tasa anual convertible anualmente también se le conoce como TAE por sus siglas "Tasa anual equivalente"
- Tasas equivalentes: Son aquellas que producen el mismo interés compuesto.

Entendiendo lo anterior, convertir una tasa significa encontrar la tasa efectiva cuando tenemos una tasa nominal, o viceversa, encontrar la tasa nominal con una tasa efectiva, a estas dos tasa se llamaran tasas equivalentes ya que las dos producen el mismo interés compuesto.

### Ejemplo[2]
Cuál es la tasa efectiva de una tasa del 15% anual convertible mensualmente. Supongamos una inversión de $100.
{\displaystyle 100\left({1+{\frac {0,15}{12}}}\right)^{12}\,=\ 116,075}
{\displaystyle 116,075-100\,=\ 16,075}
{\displaystyle {\frac {16,075}{100}}\,=\ 0,16075}
{\displaystyle 16,075\%}
Esto quiere decir que una tasa anual convertible mensualmente del 15% (tasa nominal) es equivalente a una tasa anual del 16,075% (tasa efectiva).

## Fórmulas
Una tasa {\displaystyle j} anual convertible {\displaystyle n} veces al año es equivalente a una tasa efectiva anual {\displaystyle i}:
{\displaystyle \left({1+{\frac {j}{n}}}\right)^{n}\,=\ (1+i)}
Dónde:
- {\displaystyle j} = Tasa anual convertible
- {\displaystyle n} = Periodicidad
- {\displaystyle i} = Tasa efectiva

También podemos convertir una tasa anual convertible {\displaystyle n} veces al año a otra tasa anual convertible con la siguiente fórmula:
{\displaystyle \left({1+{\frac {j}{n}}}\right)^{n}\ =\ \left({1+{\frac {k}{m}}}\right)^{m}}
Dónde:
- {\displaystyle j} = Primer tasa anual convertible n veces al año
- {\displaystyle n} = Periodicidad de la primera tasa
- {\displaystyle k} = Segunda tasa anual convertible n veces al año
- {\displaystyle m} = Periodicidad de la segunda tasa